# Saison 2 de Tunnel
Chronologie
Saison 1 de Tunnel
Cet article présente les épisodes de la deuxième saison de la série télévisée Tunnel.

## Synopsis de la saison
Un an s'est écoulé depuis la collaboration entre Élise Wassermann et Karl Roebuck dans l'affaire du « Terroriste de la Vérité ». La française a été promue tandis que le britannique a pris du recul. Mais le duo se reforme lorsqu'un couple de scientifiques français est enlevé dans le tunnel sous la Manche sous les yeux de leur fille. Au même moment, un avion de ligne s'écrase dans la Manche dans des circonstances étranges. Leur enquête va avoir des ramifications multiples et internationales.

## Distribution

### Acteurs principaux et secondaires
- Stephen Dillane : DCI Karl Roebuck, de la police de Northbourne
- Clémence Poésy : Commandant Élise Wassermann, de la police de Calais
- Angel Coulby : Laura Roebuck, femme de Karl Roebuck
- Cédric Vieira : Philippe Viot, policier français
- William Ash (en) : Boleslaw « BB » Borowski
- Juliette Navis : Louise Renard
- Thibault de Montalembert : Commandant Olivier Pujol, section antiterroriste de la DGSI (épisodes 1-5 et 7-8)
- Laura de Boer : Eryka Klein, assistante de Paul Bresson (épisodes 1-3 et 5-8)
- Johan Heldenbergh : Robert Fournier, scientifique français kidnappé (épisodes 1-7)
- Stanley Townsend (en) : DCS Mike Bowden, supérieur de Karl Roebuck (épisodes 1-7)

### Acteurs récurrents
- Tanya Cubric : Olena Bakhla (épisodes 1-3)
- Hannah John-Kamen : Rosa Persaud, fille de Sonny Persaud (épisodes 1-5)
- Clarke Peters : Sonny Persaud, célèbre intellectuel (épisodes 2-5)
- Nicolas Wanczycki : Thibaut Briand (épisodes 1-4)
- Thibault Evrard : Gaël, sex-friend d'Élise Wassermann (épisodes 2-4 et 6-7)
- Fanny Leurent : Julie, policière française (épisodes 2-4)
- Jayne Secker : Présentatrice JT (épisodes 2-4 et 6)
- Edyta Budnik : Vladka Horvath (épisodes 2-4 et 6-8)
- Emilia Fox : Vanessa Hamilton (épisodes 1-2 et 4-7)
- Duran Fulton Brown : Max Borin (épisodes 5-8)
- Paul Schneider : Koba / Artem Baturin (épisodes 5-8)
- Con O'Neill : Neil Gray (épisodes 6-8)
- Jan Bijvoet : Le chimiste / Edgar Branco (épisodes 6-8)

## Liste des épisodes

### Épisode 1
- France : 7 mars 2016 sur Canal+
- Royaume-Uni : 5 avril 2016 sur Sky Atlantic

- Eloise Graves : Chloé Fournier, fille de Robert Fournier
- Marie Dompnier : Madeleine Fournier, femme de Robert Fournier
- Matthew Jure : Officier de l'Eurotunnel
- Mikaël Chirinian : Formateur
- Antonia Davies : Officier d'État civil
- Mish Boyko : Stefan Czyrko
- Olivier Rabourdin : Paul Bresson
- Kerry Bennett : Agent d'escale
- Dorian Lough (en) : Paul Spencer, pilote
- Jamie de Courcey (en) : Stuart Donaldson, copilote
- Antonia Hutchinson : Joséphine Dumont
- Japser Pattison : Garçon sur la jetée

### Épisode 2
- France : 7 mars 2016 sur Canal+
- Royaume-Uni : 12 avril 2016 sur Sky Atlantic

- Shavani Seth : Asmira
- Madeline Duggan (en) : Tanya
- Benjamin Gur : Ben
- Solène Rigot : Nina
- Eloise Graves : Chloé Fournier, fille de Robert Fournier
- Joanna Brookes : Donna
- Theo St. Claire : Danell
- Colin Brazier (en) : Présentateur JT

### Épisode 3
- France : 14 mars 2016 sur Canal+
- Royaume-Uni : 19 avril 2016 sur Sky Atlantic

- Alexander Newland : Douanier
- Rod Hunt : Policier
- Teresa Churcher (en) : Gloria
- Cynthia Erivo : Mel
- Max Gold : Glen Backhouse
- Éric Savin : Garrido
- Vincent Bourt : Voleur du supermarché
- Karim Saïdi : Directeur du supermarché
- Alex Reid : Helen
- Mark Longhurst (en) : Présentateur JT
- Romain Levy : Guillaume Briand
- Mathilde Braure : Gardienne d'immeuble

### Épisode 4
- France : 14 mars 2016 sur Canal+
- Royaume-Uni : 26 avril 2016 sur Sky Atlantic

- Éric Savin : Garrido
- Patrick Bonnel : Martel
- Romain Levy : Guillaume Briand
- Fanny Roussel : Otage femme
- Jean-François Picotin : Otage homme
- Richard Suchet : Journaliste reporter

### Épisode 5
- France : 21 mars 2016 sur Canal+
- Royaume-Uni : 3 mai 2016 sur Sky Atlantic

- Fanny Roussel : Otage femme
- Jean-François Picotin : Otage homme
- Jack Claudany : Docteur
- Sanchia McCormack : Siobhan
- Mark Wingett (en) : Marty
- Alex Reid : Helen
- Jacqueline Defferary : Gemma

### Épisode 6
- France : 21 mars 2016 sur Canal+
- Royaume-Uni : 10 mai 2016 sur Sky Atlantic

- Samuel Gomes Da Silva : Thiago
- Bruno Fleury : Juge Popineau

### Épisode 7
- France : 28 mars 2016 sur Canal+
- Royaume-Uni : 17 mai 2016 sur Sky Atlantic

- Ria Lopez : Femme de chambre
- Jacqueline Defferary : Gemma
- Richard Syms : Le papy priseur
- Constantine Gregory (en) : Gregor Baturin

### Épisode 8
- France : 28 mars 2016 sur Canal+
- Royaume-Uni : 24 mai 2016 sur Sky Atlantic

- Constantine Gregory (en) : Gregor Baturin
- Samir Arab : Agent français
- Thibaut Rottiers : Agent français
- Jean-Erns Marie Louise : Policier français
- Samuel Gomes Da Silva : Thiago